# Creu del Pedró (Sant Climent de Llobregat)
La Creu del Pedró és una creu de terme al terme municipal de Sant Climent de Llobregat (Baix Llobregat) inclosa a l'Inventari del Patrimoni Arquitectònic de Catalunya. Es tracta d'una creu llatina de ferro, amb els braços de secció aparentment circular. Aquesta, resta encastada sobre una base quadrangular feta de paredat. El seu estat de conservació és bo.